# エリザ・ラジヴィウヴナ

エリザ・ラジヴィウヴナの紋章

エリザ・ラジヴィウヴナ（ポーランド語：Eliza Radziwiłłówna；ドイツ語：Elisa Radziwiłł, 1803年10月28日 - 1834年8月27日）は、ポーランド・リトアニア系の帝国諸侯、ラジヴィウ家の公女。遠縁にあたるプロイセンのヴィルヘルム王子（後のドイツ皇帝ヴィルヘルム1世）の花嫁に望まれ許嫁となったが、家柄や政治的思惑などの問題からこの恋愛結婚は実現しなかった。

## 生涯
ポズナン大公国の総督アントニ・ヘンリク・ラジヴィウ公と、プロイセン王フリードリヒ2世の姪の一人ルイーゼ王女との間に生まれ、エリザ・フリデリカ・ルイザ・マルタ（波: Eliza Fryderyka Luiza Marta）と名付けられた。ドイツ領邦のプロイセン王家が母の実家であることから、ドイツ人として育てられた。ヴィルヘルム王子は、当時すでにプロイセン王位の推定相続人となっていたが、父の又従妹にあたるエリザに恋心を抱くようになった。
ヴィルヘルムは結婚して王家の世継ぎを儲ける必要に迫られていた。王子の父親の国王フリードリヒ・ヴィルヘルム3世はエリザの又従兄でもあり、2人の関係を好ましく思っていたが、プロイセン宮廷はエリザの先祖が帝国諸侯の称号を16世紀に神聖ローマ皇帝カール5世から買い取ったという歴史的経緯を問題として取り上げた。気位の高い人々にとっては、エリザはプロイセン王妃となるには父方の血統の点でふさわしくないというのである。
このため1824年、フリードリヒ・ヴィルヘルム3世は子供のないロシア皇帝アレクサンドル1世にエリザの養父となってくれるよう依頼したが、ロシア皇帝はこの要請を断った。次に養父候補として挙がったのはエリザの叔父でプロイセンのアウグスト王子だったが、こちらも失敗した。この問題に関する諮問委員会が養子縁組をしても「血統」が変わるわけではない、と結論したためだった。また、亡きルイーゼ王妃（ヴィルヘルムの母親）の実家で、プロイセン宮廷とロシア宮廷に影響力をもつメクレンブルク家が、エリザの父アントニ公を嫌っており、この結婚に反対したことも縁談をこじれさせた。
こうした事情から1826年6月、フリードリヒ・ヴィルヘルム3世はヴィルヘルム王子とエリザとの将来の結婚の可能性を否認する宣言を出すのを余儀なくされた。そこで王子は王家に適した花嫁を選び直そうとしながら、エリザに対する愛情を断つことは出来なかった。ヴィルヘルム王子は1829年8月29日、14歳年下のザクセン＝ヴァイマル＝アイゼナハ大公女アウグスタと結婚した。王子がかつての許嫁エリザと最後に会ったのは1829年のことだった。
エリザはその後、シュヴァルツェンベルク侯子フリードリヒ・カールと婚約したが破談に終わり、1834年に未婚のまま結核で死んだ。
ヴィルヘルム王子はエリザとアウグスタの2人の花嫁候補に対し、それぞれとの結婚生活について全く異なる期待を抱いていた。王子は妹のロシア皇后アレクサンドラ・フョードロヴナに対し、エリザについて生涯で愛した唯一の人とする一方で、アウグスタについては「王女はとても可愛くて利発ですが、僕の心は彼女といても醒めたままです」と述べる手紙を書き送っている。幼いアウグスタは婚約者を慕って幸福な結婚を夢想していたが、結婚後にエリザ・ラジヴィウヴナの存在を知ると、自分は夫にとって都合のよい代役に過ぎないと気付かされ、不幸な夫婦関係となった。